# Слађана Милошановић
Слађана Милошановић (Кучево, 24. април 1973) српска је сликарка која живи и ради у Резани, у округу Тревизо, Италија.

## Биографија
Слађана Милошановић је рођена у Кучеву. Таленат за сликарство је показивала још током раног образовања, када су јој радови слани на конкурсе и изложбе. У Мајданпеку је била запослена као матичар у општини и, својствено том позиву, имала је леп рукопис, што је локални уметник приметио и судбински је усмерио ка развоју техника њене нове професије. У Италији живи и ради дуже од две деценије – од 2000. године. Управо ту је стваралаштво Слађане Милошановић добило професионалне обрисе. Она уметност сматра бегом од свега што је негативно, па јој на платнима доминирају јарке нијансе. Извори надахнућа су јој природа, цвеће и боје.
О опусу Слађане Милошановић писали су превасходно италијански критичари. Алесандра Боналдо је рекла да „ко посматра и ужива гледајући њене слике, не слути ни најмање кроз шта је она прошла, већ у њима види природу, мир, многострукост и шареноликост једног могућег света који може да се оствари.” Монографски архив италијанске уметности (итал. Archivio Monografico dell'Arte Italiana) је видео-спотом представио њен рад, примарно наглашавајући бајковите приказе пејзажа и животиња.
Увршћена је у „Енциклопедију националне дијаспоре”, коју уређује Иван Калаузовић Иванус.
Чланица је удружења уметника Резане од 2003. године.
Њена ћерка Александра Влку бави се музиком, па се заједно са мајком – једна бојама, друга нотама – поносно боре за презентовање своје отаџбине у расејању.

## Изложбе
Своја дела Слађана Милошановић је излагала више десетина пута широм регије Венето – у Кастелфранку, Тревизу, Вићенци, Казале сул Силеу, Торезелу, Кварто д’Алтину, Падови, Рози, самостално и у друштву других уметника. Често јој се слике јавно излажу поводом важних локалних манифестација и празника, неретко у присуству градоначелника Резане и других званичника. Није необично ни да је тада она једини присутни страни уметник.